# Partido de los Retirados de la Nación
El Partido de los Retirados de la Nación (PAN) (en portugués Partido dos Aposentados da Nação) fue un partido político de Brasil. Fue fundado en 1995 y reconocido como partido el 19 de febrero de 1998. Era un partido clasista, que defendía los intereses de los pensionistas brasileños, a los que consideraba excluidos de la vida política, y la lucha contra la corrupción.
En las elecciones legislativas del 2006, el PAN obtuvo un diputado con el 0,3% de los votos. Tras las elecciones, el PAN se incorporó al Partido Laborista Brasileño (PTB), a fin de evitar ambos partidos la cláusula de barrera que restringe la actividad parlamentaria. Posteriormente el Tribunal Superior Electoral invalidó la cláusula, por lo que un grupo de dirigientes solicitó la revocación de la fusión, lo que fue denegado por el tribunal en 2007 quedando sin personalidad el partido.